# サーサーン朝の王の一覧
本項ではサーサーン朝の君主をまとめている。
サーサーン朝は広大な領土を支配した帝国であった。その領域は、西はトルコやロードスから東はパキスタンにまで及び、現代のコーカサス、イエメン、アラブ首長国連邦、オマーン、エジプト、イスラエル、レバノン、シリア、ヨルダン、中央アジアにあたる地域が含まれていた。サーサーン朝は、400年以上東ローマ帝国と並んで、その当時の世界の主要国家の1つであった。その歴史は224年のアルダシール1世により建国から始まり、651年のヤズデギルド3世の暗殺で幕を閉じた。

## 称号
サーサーン帝国の創設者であるアルダシール1世（在位：224年～242年）は、「シャーハーンシャー」を称号にした。アルダシール1世の後継者であるシャープール1世（在位：240年4月2日～270年7月2日）は、Ka'ba-ye Zartoshtの碑文においてシャーハンシャーを正式に称号として用いた。その際、シャープール1世は「主」をサーサーンに、「王」をパーパクに、「イランの王の王」および「イラン人と非イラン人の王」をアルダシール1世に称号として与えた。この「イラン人の王と非イラン人の王」という称号は、シャプール1世の銀貨にも見られる。これは、ローマに対する勝利と非イラン人の土地が、サーサーンの領土への編入されたことを受けて称号が導入されたことを示している。以後もこの称号は、サーサーン朝のすべての王の硬貨に刻まれている。

## シャーハーンシャー
サーサーン帝国の君主はシャーハーンシャー（王の王）であり、単にシャー（王）としても知られていた。 彼の健康と福祉は常に重要であり、「あなたが不滅であるように」というフレーズが彼に返事をするために使われました。6世紀以降に現れたサーサーン帝国のコインを見ると、月と太陽が目立ちます。 イランの歴史家Touraj Daryaeeの言葉によると、月と太陽は、「王が世界の中心にあり、太陽と月が彼の周りを回転していたことを示唆しています。実際、彼は四隅の王でした」 王はローマ人、トルコ人、中国人など他のすべての支配者を自分の下にいると見ました。王はカラフルな服、化粧、重い王冠を身に着け、 初期のサーサーン王たちは自分自身を神の子孫であると考え、自分たちを「湾」（神）と呼びました。
王が宣伝に行ったとき、カーテンの後ろに隠れて、部下が待っていた。その任務は大衆を王から遠ざけ、道を明確にすることでした。王に来たとき、彼は彼の前でひれ伏さなければなりませんでした。 王は、pushtigbanとして知られる王室の警備員のグループに守られていた。他の場面では、王はダリガンという宮殿の警備員のグループによって保護されていた。 これらのグループはどちらもサーサーン帝国の王室から入隊し、 王の安全を担当し、王の宮殿の入り口を制御し、訪問者を王に差し出したハザードの指揮下にあり、 軍事指揮権の付与または交渉での使用が許可されました。 場合によっては、ハザードは王室の死刑執行人として働くことも許可されました。 ノールーズ（イランの新年）とミラガン（ミールの日）の間に、王はスピーチを行いました。

## サーサーン朝領域

サーサーン朝の領域。

サーサーン帝国はその存続期間中、絶対君主制でした。 シャーハーンシャーは権威の頂点であり、その下にあるサトラペを支配するサトラプがいた。 シャーハーンシャーは帝国全体で最高の権威でしたが、しばしば彼らのサストラップからの反乱に直面した。 実際、サーサーン帝国は、サトラップがパルティア帝国に反抗したときに設立された。
ササニアン帝国は、38年間統治したホスロー2世の下で最大の規模に達した。 最長の王はシャープール2世で、70年間統治していた。
サーサーン朝はアケメネス朝の後継者とみなされ、多くのサーサーン王の目標は、アケメネス朝の領土を全て征服することでした。

## 一覧
表は、サーサーン朝シャーハーンシャーの一覧。
| サーサーン家       |                                       |  |                |                |                                            | |
| 1                  | アルダシール1世                       |  | 224年          | 242年2月       | —                                          | - ホルミズダガンの戦いでパルティアのアルタバヌス4世を破った後、自身をシャーハーンシャーとして宣言した。 - ArtaxaresやArtaxerxesとも呼ばれる。                |
| 2                  | シャープール1世                       |  | 242年4月27日   | 270年5月       | 子                                         | - 240年4月12日からアルダシール1世と共同支配。 - SaporesやSaporとも呼ばれる。                                                                                 |
| 3                  | ホルミズド1世                         |  | 270年5月       | 271年6月       | 子                                         | - Oromastesとも呼ばれる。 |
| 4                  | バハラーム1世                         |  | 271年6月       | 274年9月       | 弟                                         | - マニの死を含むマニ教の迫害を行った。 |
| 5                  | バハラーム2世                         |  | 274年          | 293年          | 子                                         | |
| 6                  | バハラーム3世                         |  | 293年          | 293年          | 子                                         | - 大叔父ナルセ1世のクーデターで処刑された。 |
| 7                  | ナルセ1世                             |  | 293年          | 302年          | 大叔父                                     | - クーデターにより即位。 - NarsesやNarseusとも呼ばれる。 |
| 8                  | ホルミズド2世                         |  | 302年          | 309年          | 子                                         | |
| 9                  | アードゥルナルセ                      |  | 309年          | 309年          | 子                                         | - 残酷さのため貴族に追放された。 |
| 10                 | シャープール2世                       |  | 309年          | 379年          | 弟                                         | - アードゥルナルセの死後、戴冠したが産まれていなかった。 |
| 11                 | アルダシール2世                       |  | 379年          | 383年          | 弟                                         | |
| 12                 | シャープール3世                       |  | 383年          | 388年          | 甥                                         | |
| 13                 | バハラーム4世                         |  | 388年          | 399年          | 子                                         | |
| 14                 | ヤズデギルド1世                       |  | 399年          | 420年          | 弟                                         | |
| (15)               | シャープール4世                       |  | 420年          | 420年          | 子                                         | |
| (16)               | ホスロー                              |  | 420年          | 420年          | 従兄弟                                     | |
| 15(17)             | バハラーム5世                         |  | 420年          | 438年          | 従兄弟                                     | |
| 16(18)             | ヤズデギルド2世                       |  | 438年          | 457年          | 子                                         | |
| 17(19)             | ホルミズド3世                         |  | 457年          | 459年          | 子                                         | |
| 18(20)             | ペーローズ1世                         |  | 457年          | 484年          | 弟                                         | |
| 19(21)             | バラーシュ                            |  | 484年          | 488年          | 弟                                         | - ペーローズ1世の息子2人から2つの反乱が起きた。 |
| 20(22)             | カワード1世                           |  | 488年          | 496年          | 甥                                         | - バラーシュに対する反乱後即位。 |
| 21(23)             | ジャーマースプ                        |  | 496年          | 498年          | 弟                                         | |
| 20(24)             | カワード1世                           |  | 498年          | 531年          | 弟                                         | - Zarmihr KarenやHephthalitesの助けを借り復位。 |
| 22(25)             | ホスロー1世                           |  | 531年          | 579年          | 子                                         | |
| 23(26)             | ホルミズド4世                         |  | 579年          | 590年          | 子                                         | |
| 24(27)             | ホスロー2世                           |  | 590年          | 590年          | 子                                         | - ホスロー2世に対抗して王位を宣言したが、バフラーム・チョービンに打倒された。                                                                                |
| ミフラーン家       |                                       |  |                |                |                                            | |
| (28)               | バハラーム6世(バハラーム・チョービン) |  | 590年          | 591年          | 反逆者                                     | - ホルミズド4世とホスロー2世に対抗し王位を宣言した。 |
| サーサーン家       |                                       |  |                |                |                                            | |
| 24(29)             | ホスロー2世                           |  | 591年          | 628年          | 子(ホルミズド4世)                          | - バフラーム・チョービンを倒し復位。 |
| アスパーフバド家   |                                       |  |                |                |                                            | |
| (30)               | ヴィスタム                            |  | 591年          | 595年          | 母方の叔父                                 | - バスタム市を設立。 |
| サーサーン家       |                                       |  |                |                |                                            | |
| 25(31)             | カワード2世                           |  | 628年          | 628年          | 子(ホスロー2世)                            | - 父親と18人の兄弟を殺した後即位。 |
| 26(32)             | アルダシール3世                       |  | 628年          | 629年          | 子                                         | |
| ミフラーン家       |                                       |  |                |                |                                            | |
| (33)               | シャフルバラーズ                      |  | 629年4月27日   | 629年6月17日   | スパーフベド                               | - コンスタンティノープル包囲戦に参加。 |
| サーサーン家       |                                       |  |                |                |                                            | |
| (34)               | ホスロー3世                           |  | 629年          | 629年          | 甥(ホスロー2世)                            | - ホラーサーンで対抗王として即位。 |
| 27(35)             | ボーラーン                            |  | 629年6月17日   | 630年6月12日   | 娘(ホスロー2世)                            | - 2人の女性王のうちの1人。 |
| (36)               | シャープール5世                       |  | 630年          | 630年          | 子(シャフルバラーズ) 姉妹の子(ホスロー2世) | |
| 28(37)             | ペーローズ2世                         |  | 630年          | 630年          | 子孫(ホスロー1世)                          | |
| 30(38)             | アーザルミードゥフト                  |  | 630年          | 631年          | 娘(ホスロー2世)                            | - 2人の女王のうちの1人。 |
| イスパフベダーン家 |                                       |  |                |                |                                            | |
| (39)               | ホルミズド5世(ファッルフ・ホルミズド) |  | 630年          | 631年          | スパーフベド                               | |
| サーサーン家       |                                       |  |                |                |                                            | |
| (40)               | ホルミズド6世                         |  | 630年          | 631年          | 簒奪者                                     | |
| 29(41)             | ホスロー4世                           |  | 631年          | 631年          | 弟(ペーローズ2世)                          | |
| (42)               | ホスロー5世                           |  | 631年3月       | 631年4月       | 子(ホスロー2世)                            | |
| 27(43)             | ボーラーン                            |  | 631年          | 632年          | 娘(ホスロー2世)                            | - 復位。 |
| 30(44)             | ヤズデギルド3世                       |  | 632年          | 651年          | 孫(ホスロー2世)                            | - 一連の内乱を経て即位した。 - ペルシャのイスラム教徒の征服は治世の最初の年に始まった。                                                                      |
| 滅亡後             |                                       |  |                |                |                                            | |
| -                  | ペーローズ3世                         |  | 651年 (亡命中) | 679年 (亡命中) | 子                                         | - 唐の将軍を務め、中国の領土に後退。 |
| -                  | ナルシエフ                            |  | 679年 (亡命中) | 不明           | 子                                         | - 父と同じく唐の将軍を務めた。 |
| -                  | バハラーム7世                         |  | 不明           | 710年 (亡命中) | 子(ヤズデギルド3世)                        | |
| -                  | ホスロー6世                           |  | 不明           | 不明           | 不明                                       | - ソグド人とトルコ人とともにトランスオキシアナでイスラム軍と戦った。 - ヤズデギルド3世の直系の最後の子孫。父がペーローズ3世やバハラーム7世だったのかは不明。 |

## 引用
1. ↑  “The Cambridge Illustrated History of the Islamic World”. 2014年6月6日閲覧。
2. ↑  Shapur Shahbazi, A. (2005), “Sasanian Dynasty”, Encyclopedia Iranica (Columbia University Press) 1
3. ↑  Norman A. Stillman The Jews of Arab Lands pp 22 Jewish Publication Society, 1979 ISBN 0827611552
4. ↑  International Congress of Byzantine Studies Proceedings of the 21st International Congress of Byzantine Studies, London, 21–26 August 2006, Volumes 1-3 pp 29. Ashgate Pub Co, 30 sep. 2006 ISBN 075465740X
5. ↑  Daryaee 2012, p. 201.
6. ↑  Frye, R. N. (1983). “Chapter 4: The political history of Iran under the Sasanians”. The Cambridge History of Iran. 3. Cambridge University Press. p. 116. ISBN 978-0-521-20092-9
7. ↑  “A Unique Drachm Coin of Shapur I”. Iranian Studies 50:  331–344. doi:10.1080/00210862.2017.1303329.
8. 1 2  Daryaee 2008, p. 41.
9. 1 2  Daryaee 2008, p. 42.
10. 1 2 3  Morony 2005, p. 92.
11. ↑  Freedman 2000, p. 458.

## 資料
- Daryaee, Touraj (2008). Sasanian Persia: The Rise and Fall of an Empire. I.B.Tauris. pp. 1–240. ISBN 0857716662
- Daryaee, Touraj (2012). The Oxford handbook of Iranian history. Oxford: Oxford University Press. ISBN 9780199732159. OCLC 670375356
- Molavi, Afshin (2002), Persian pilgrimages: journeys across Iran (Illustrated ed.), W. W. Norton & Company, ISBN 0-393-05119-6 2010年1月17日閲覧。
- Freedman, David Noel (2000), Michael J. McClymond, ed., The Rivers of Paradise: Moses, Buddha, Confucius, Jesus, and Muhammad As Religious Founders, Wm. B. Eerdmans Publishing, ISBN 0-8028-2957-0